# Kroppsjöns naturreservat
Kroppsjön är ett naturreservat i Rydaholms socken i Värnamo kommun i Jönköpings län.
Området avsattes som naturreservat år 2007 och är 105 hektar stort. Det är beläget 5 kilometer väster om Rydaholms kyrka och består av öppen våtmark, bokskog, granskog, gransumpskog, lövsumpskog och betesmark.

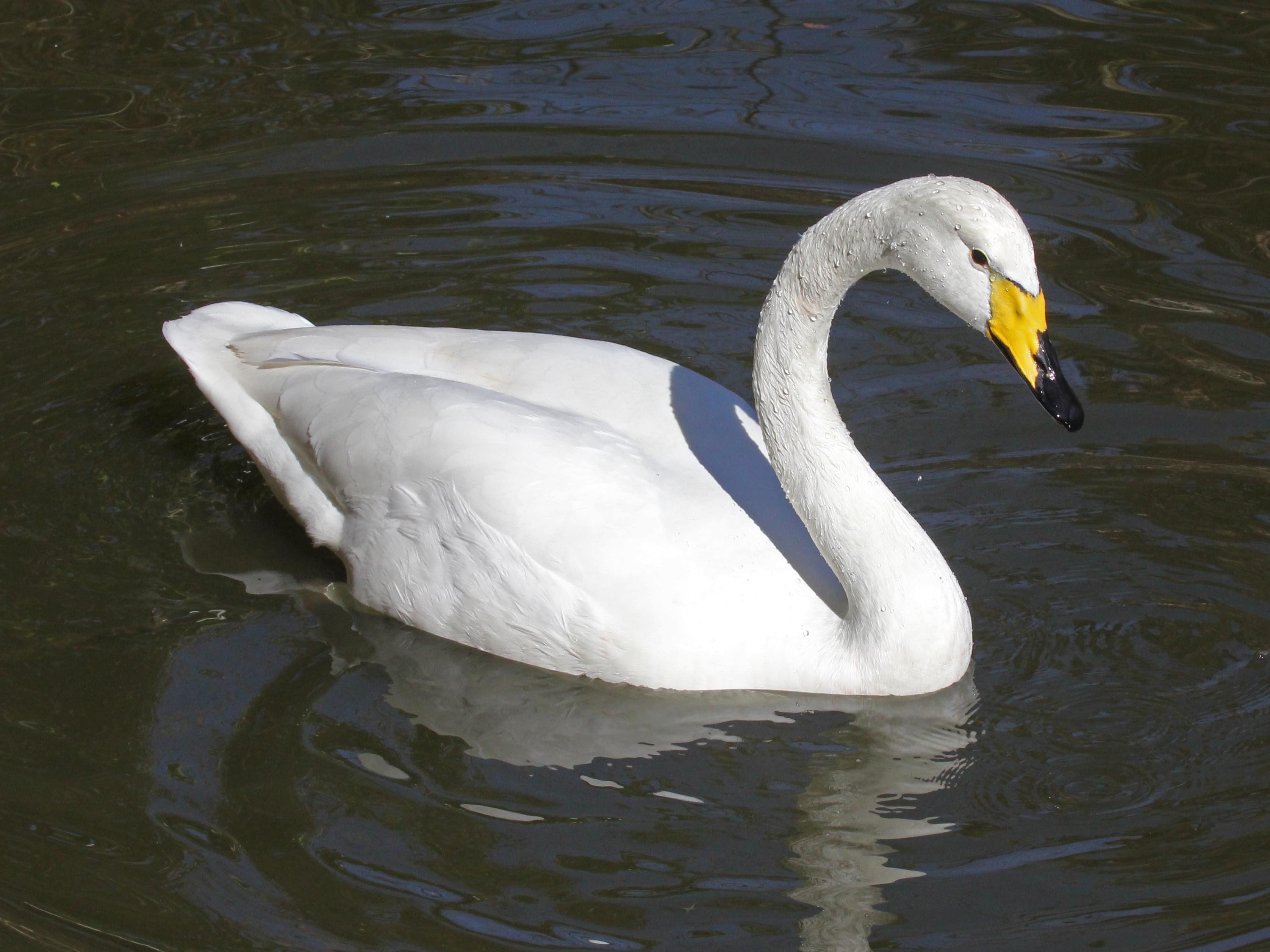
Sångsvan

Liksom många andra svenska sjöar sänktes Kroppsjön under 1800-talet för att erhålla slåttermark. Genom uppdämning under vårarna bibehölls dock en vattenspegel. Dämningarna av sjön upphörde 1982 med ytterligare igenväxning som följd. Antalet häckande och rastande fågelarter minskade. Trots att sjön nu i det närmaste är helt igenvuxen så är sjön fortfarande en viktig rast- och häckningslokal. Bidragande till det är att vårdämningarna återupptogs år 2000 och 2001. Målsättning är att återskapa ytterligare vattenytor. Detta för att skapa förutsättning för bevarande och utökning av fågelarterna mindre sångsvan, sångsvan, brun kärrhök, småfläckig sumphöna, trana, brushane och grönbena.  
Flaskstarr och jättegröe är dominerande växtarter. Närmast sjön förekommer främst klibbal, asp och glasbjörk. Områden som översvämmas vid höga vattenflöden är till största delen beväxta med lövsumpskog. På något högre liggande områden växer främst granskog.
I norr på sluttningarna upp mot Getaryggen växer det hedbokskog. På de äldre bokstammarna växer bland annat platt fjädermossa, klippfrullania och fällmossa.